# Anatoli Sergejewitsch Medennikow
Anatoli Sergejewitsch Medennikow (russisch Анатолий Сергеевич Меденников, wiss. Transliteration Anatolij Sergeevič Medennikov; * 16. März 1958 in Jekaterinburg) ist ein ehemaliger sowjetischer Eisschnellläufer.

## Werdegang
Medennikow, der für den Dynamo Jekaterinburg startete, wurde im Jahr 1977 im Sprint-Mehrkampf sowie 1978 über 500 m sowjetischer Juniorenmeister und errang im Januar 1978 den dritten Platz im Sprint-Mehrkampf bei der 3-Bahnen-Tournee in Inzell. Zudem wurde er bei den Juniorenweltmeisterschaften 1978 in Montreal Fünfter im Kleinen Vierkampf. Von 1978 bis 1981 führte er den Adelskalender an. In der Saison 1978/79 siegte er erstmals bei den sowjetischen Meisterschaften im Sprint-Mehrkampf und kam bei der 3-Bahnen-Tournee in Inzell auf den zweiten Platz im Sprint-Mehrkampf. Dort lief er bei der Sprintweltmeisterschaft 1979 auf den 27. Platz. In der folgenden Saison wurde er erneut sowjetischer Meister im Sprint-Mehrkampf und belegte bei den Olympischen Winterspielen 1980 in Lake Placid den 15. Platz über 1000 m sowie den siebten Rang über 500 m. Im Jahr 1981 gewann er bei der 3-Bahnen-Tournee in Inzell im Sprint-Mehrkampf und holte bei der Sprintweltmeisterschaft 1981 in Grenoble die Bronzemedaille. In der Saison 1981/82 erreichte er in der Saison 1981/82 bei der 3-Bahnen-Tournee in Inzell sowie Innsbruck jeweils den dritten Platz im Sprint-Mehrkampf und belegte bei der Sprintweltmeisterschaft 1982 in Alkmaar den 32. Platz. Zudem wurde er zum dritten und damit letzten Mal sowjetischer Meister im Sprint-Mehrkampf. Im Jahr 1983 siegte er bei einem internationalen Wettbewerb in Davos im Sprint-Mehrkampf und errang beim Dynamo Cup in Berlin jeweils den dritten Platz über 500 m sowie 1500 m. Nach der Saison 1985/86 beendete er seine Karriere.

## Erfolge

### Olympische Spiele
- 1980 Lake Placid: 7. Platz 500 m, 15. Platz 1000 m

### Sprint-Weltmeisterschaften
- 1979 Inzell: 27. Platz Sprint-Mehrkampf
- 1981 Grenoble: 3. Platz Sprint-Mehrkampf
- 1982 Alkmaar: 32. Platz Sprint-Mehrkampf

## Persönliche Bestleistungen
| Disziplin | Zeit         | Datum             | Ort       |
| --------- | ------------ | ----------------- | --------- |
| 500 m     | 37,14 s      | 24. Dezember 1982 | Almaty    |
| 1000 m    | 1:14,28 min  | 24. Dezember 1982 | Almaty    |
| 1500 m    | 2:01,66 min  | 30. Januar 1983   | Moskau    |
| 3000 m    | 4:28,80 min  | 23. August 1981   | Leningrad |
| 5000 m    | 7:52,91 min  | 4. Februar 1978   | Montreal  |
| 10.000 m  | 17:00,20 min | 18. Januar 1977   | Iwanowo   |